# La rivolta di Atlante
La rivolta di Atlante (Atlas Shrugged, pubblicato anche in Italia in tre volumi intitolati Il tema, L'uomo che apparteneva alla terra, e L'Atlantide) è un romanzo di genere filosofico e distopico scritto da Ayn Rand, pubblicato per la prima volta nel 1957 negli Stati Uniti. Considerato il magnum opus dell'autrice, con più di 645 000 parole nella versione inglese, La rivolta di Atlante è uno dei romanzi più lunghi mai scritti.
Il romanzo, ambientato in un futuro imprecisato, esplora un gran numero di temi filosofici che Rand aveva sviluppato nella sua teoria dell'oggettivismo, con forti critiche al collettivismo e alla società socialista, raccontando cosa possa succedere al mondo una volta che quelli che l'autrice definiva prime movers, ovvero i primi motori della società, le persone in grado di creare ricchezza e progresso, stanche di essere schiave della collettività e di essere usurpate del pieno controllo delle loro qualità, decidono di ribellarsi.

## Storia editoriale
Ayn Rand raccontò come l'idea di scrivere il romanzo nacque a seguito di una telefonata del 1943 con un suo amico, il quale la implorava di scrivere un'opera (inizialmente non di finzione) al fine di divulgare le sue idee. L'amico asserì che lei doveva questo ai suoi lettori in quanto essi ne avevano bisogno. Ayn Rand allora rispose dicendo: "Oh, loro ne hanno bisogno? E cosa succederebbe se io mi rifiutassi? Cosa succederebbe se le menti creatrici del mondo scioperassero?".
Per la stesura dell'opera la Rand effettuò diverse ricerche, tra cui anche nel mondo delle ferrovie, sulle quali il suo romanzo è in gran parte incentrato, arrivando anche ad intervistare Robert S. Henry, l'assistente del presidente dell'Associazione Ferroviaria Americana. Arrivò perfino ad accedere all'interno di una locomotiva in viaggio e ad entrare in una acciaieria.
Il titolo iniziale del romanzo avrebbe dovuto essere The Strike (Lo Sciopero), tuttavia l'autrice pensò che tale nome avrebbe potuto rivelare prematuramente la parte finale della storia. Fu suo marito a suggerirle di utilizzare Atlas Shrugged, inizialmente titolo di un capitolo, come titolo di tutta l'opera.

## Trama
In un futuro imprecisato, all'interno di una realtà distopica fortemente statalizzata, il mondo è soggetto alla più grande crisi economica della storia: la disoccupazione è galoppante e le rivolte sono all'ordine del giorno. Gli Stati decidono di rimediare a tutto ciò mediante misure che mirano esclusivamente ad aumentare il controllo dello Stato sui cittadini. Parallelamente negli USA Dagny Taggart, una giovane imprenditrice, vicepresidente di una società di ferrovie transcontinentali fondata dal padre, la Taggart Transcontinental, lotta costantemente contro la crisi per mantenere in piedi l'azienda del padre, a differenza di suo fratello James Taggart, il presidente, molto più incline a coltivare le sue amicizie con politici e uomini di potere di Washington.
Dagny Taggart inizia a riscontrare alcuni cambiamenti nel mondo imprenditoriale, da lei conosciuto e frequentato, che la lasceranno sconvolta. Francisco d'Anconia, suo amico di infanzia e primo amore della sua vita, ex bambino prodigio e imprenditore a capo della più grande compagnia mineraria dell'estrazione del rame, risulta essere molto cambiato rispetto al passato, al punto da distruggere il suo impero aziendale. Dagny scopre anche che molte delle personalità imprenditoriali più innovatrici della società iniziano misteriosamente a scomparire, e tra esse anche Ellis Wyatt, un suo vecchio amico, businessman del petrolio, scomparso lasciando il suo ufficio completamente vuoto. Nel frattempo con l'avanzare della crisi economica e l'aumento della pressione statale, fra la gente inizia a diffondersi uno strano slogan, quasi un modo di dire, apparentemente senza senso: "Who is John Galt?" ("Chi è John Galt?"). Tale espressione viene ripetuta come risposta ogni qual volta viene posto un interrogativo su un argomento importante e difficile, quasi in modo sarcastico.
Hank Rearden, un magnate del metallo, ha da poco sviluppato una nuova lega, il Rearden Metal, più resistente e più leggera dell'acciaio. Attorno a tale prodotto vengono tuttavia diffuse false notizie di inaffidabilità, che vengono accettate dalle stesse agenzie governative, le quali faranno pressioni anche sulla stessa Dagny Taggart affinché usi leghe convenzionali, pressioni che Dagny però rifiuterà. Da qui ha inizio una sottotrama romantica tra lei ed Hank: quest'ultimo, uomo sposato e succube della moglie, vedrà in Dagny una donna che ha la sua stessa idea di vita, dando vita a un amore che la Rand definisce "più puro di quello della maggior parte delle esperienze degli individui". I due, innamorati e volenterosi di affrontare la difficile situazione economica e le ingerenze statali, partono per un viaggio lungo gli Stati Uniti, durante il quale vengono a conoscenza di un altro prodotto innovativo ancora incompleto e lasciato all'interno di una fabbrica abbandonata: un motore in grado di convertire l'elettricità statica atmosferica in energia elettrica.
Desiderosa di conoscere i segreti di tale motore, il cui inventore è anch'egli misteriosamente scomparso come le altre mentalità geniali della società, Dagny decide di incontrarsi con uno scienziato che ne stava studiando i segreti attraverso tecniche di reverse engineering. Si reca perciò nello Utah per incontrarsi con lui, ma scopre che lo scienziato è da poco andato via in aereo con un uomo misterioso. Dagny li segue a sua volta, fino ad arrivare in una città misteriosa e futuristica, Galt's Gulch (La gola di Galt), celata dietro uno schermo che rifrange i raggi di luce, nascondendo ciò che vi è all'interno. Dagny la descrive come una sorta di Atlantide, e qui incontra finalmente John Galt, il misterioso uomo di cui la gente parla. Si scopre quindi che egli è un ingegnere, nonché l'inventore del motore visto da Dagny e l'artefice del grande piano di scomparsa dei geni dalla società. Galt è anche un vecchio amico di Francisco d'Anconia: i due hanno studiato assieme, e quest'ultimo ha distrutto il suo impero finanziario proprio per seguire la rivolta di Galt.
Dagny viene così a conoscenza dei motivi del piano di Galt e della sua filosofia di pensiero; questi promuove la prima forma di sciopero intellettuale, utile per protestare contro coloro che usano la forza del diritto sociale e della colpa morale per confiscare il successo dei membri produttivi della società. Quella di Galt è una sorta di battaglia in direzione libertaria e capitalista, che punta ad elevare l'individuo come completo proprietario delle proprie capacità. Per fare questo è necessario che le persone che non si sentono più valorizzate nella società, coloro che finora sono stati solo sfruttati dalla collettività attraverso l'imposizione statale e non normali accordi da libero mercato, rinuncino al loro lavoro, facendo cadere la società in un baratro nel quale tutti capiranno la loro importanza rispetto a quella dei politici di professione.
Dagny è però riluttante a sacrificare la propria azienda, e decide quindi di lasciare subito Galt's Gulch. Mentre gli Stati Uniti sono in crisi anche Galt decide di seguire Dagny a New York, dove accede illegalmente alle frequenze di una radio nazionale per lanciare un messaggio al paese, col quale spiega il suo pensiero al pubblico. Il governo statunitense comprende che l'unico modo per fermare questa anarchia è catturare Galt, ormai voce del popolo, e costringerlo a ritrattare le sue teorie. Seguendo Dagny gli emissari del governo riescono a risalire alla sua posizione e a catturarlo, ma Galt si dimostra restio a ritrattare. Nel frattempo gli amici di Galt organizzano una missione di salvataggio e riescono a liberarlo. Tornando in volo verso Galt's Gulch vedono le luci di New York spegnersi, segno che il loro sciopero ha ormai raggiunto il fine sperato. Nel finale tutte le persone che hanno partecipato alla rivolta fanno i preparativi per il loro ritorno nella società, annunciato al mondo anche dallo stesso Galt via radio.

## Struttura
L'opera è suddivisa in tre parti, ognuna costituita da dieci capitoli. Ogni parte richiama nel titolo a un tema della logica classica: la prima parte si intitola Non-Contradiction (Non-Contraddizione), come il principio secondo cui A non potrà mai essere non-A; la seconda parte si intitola Either-Or (traducibile con l'espressione Aut aut), appunto il principio del terzo escluso; mentre la terza parte si intitola A = A, il principio di identità. È soltanto nella terza parte che al lettore vengono svelati tutti i misteri della storia, nonché l'ideologia del romanzo.
Nell'edizione italiana, pubblicata da Corbaccio, sono stati utilizzati dei titoli diversi rispetto a quelli in lingua originale per le tre parti dell'opera, rispettivamente: Il Tema, L'uomo che apparteneva alla terra e L'Atlantide, che corrispondono ai titoli dei primi capitoli di ogni parte.

## Contenuti
La filosofia di Ayn Rand viene esplicata essenzialmente nel pensiero e nei discorsi di John Galt, ma anche negli atteggiamenti dei personaggi che nei loro discorsi, specialmente da parte delle persone vicine a John Galt, ma è principalmente quest'ultimo il vero portatore del pensiero oggettivista nella storia. Il romanzo celebra l'egoismo etico come virtù essenziale per la creazione di una società più libera, andando contro quindi a tutte le teorie totalitarie dell'epoca che, per la Rand, richiedono il sacrificio di molti per la gioia di pochi come fascismi, comunismi, socialismi ed integralismi religiosi. Da qui la ribellione dei prime movers, i quali sostano in una condizione assimilabile a quella di Atlante, il titano della mitologia greca condannato da Zeus a sollevare la volta celeste, e come Atlante essi sono costretti a sostenere una società della quale non godono.

### La visione del capitalismo
Per l'autrice il miglior modello di società resta quello capitalista, basato sul laissez-faire. Per comprendere questa sua posizione è necessario esplorare il pensiero filosofico oggettivista dell'autrice, il quale si pone in netto contrasto con quello idealista affermando che la realtà esiste in maniera oggettiva, non è una percezione umana, né la proiezione delle sue idee. La mente umana quindi non crea, ma esplora la realtà e cerca di capirla attraverso un processo di apprendimento progressivo. Pertanto solo una mente libera può esplorare e capire la realtà, e l'individuo deve dunque essere pienamente indipendente per svolgere tale compito.
Per Ayn Rand solo il sistema capitalista permetterebbe la realizzazione di uomini indipendenti, in quanto nessuno è in grado di comandare e nessuno è obbligato a sacrificarsi per gli altri. Per la Rand il sistema capitalista è quindi quello che permetterebbe agli uomini di essere veramente alla pari: né servi, né padroni, solo “mercanti” che interagiscono fra loro con scambi volontari. Da qui la necessità che lo Stato non debba intervenire mai nella vita della società, se non quando si tratti di garantire la protezione dei diritti individuali dalla violenza. Quella di Ayn Rand non è riconosciuta come una filosofia anarco-capitalista, ma piuttosto miniarchista.
(John Galt)
Enfatizzando la razionalità umana Ayn Rand rigetta anche la fede ed ogni forma di misticismo. Nel romanzo infatti non vi è la presenza di alcuna religione, i protagonisti fanno le loro scelte sulla base delle loro volontà individuali e le loro stesse ideologie vengono presentate come frutto della loro stessa ragione e non di particolari credenze. La Rand compie l'azzardo di paragonare la religione al collettivismo secolare sovietico. Per la Rand infatti la religione, così come il collettivismo, sfrutta la colpa morale inflitta agli uomini per privarli del pieno possesso della propria vita. Non vi è differenza tra i dittatori dei regimi socialisti e i leader religiosi, perché come appunto viene dichiarato nel libro "ogni dittatore è un mistico e ogni mistico un potenziale dittatore".
(John Galt)
Diviene quindi esplicita la vicinanza dell'autrice non solo al Così parlò Zarathustra di Friedrich Nietzsche, ma anche alle posizioni di Max Stirner, il quale vedeva ogni forma di ideologia, sia essa politica o religiosa, come fondata su superstizioni. Tali posizioni divengono chiare anche nelle vite e negli atteggiamenti dei personaggi, come nelle loro evoluzioni interiori che li porteranno a intuire come nel mondo da loro vissuto vi sia qualcosa di sbagliato, cosa che però non riusciranno pienamente a comprendere se non nella terza parte del libro. L'esempio principale sono le vite di Dagny Taggart o di Hank Rearden.

### L'idea del sesso
La sottotrama romantica tra Dagny Taggart e Hank Rearden viene anche utilizzata per descrivere la visione del sesso dell'autrice. Non vi è più, nella visione oggettivista, una separazione tra il mondo carnale del sesso e le normali virtù umane, e ciò che viene condannato è la stessa condanna degli impulsi sessuali. Il sesso viene visto come una virtù essenziale per l'ottenimento della felicità individuale e negare gli impulsi sessuali diviene tanto grave quanto negare la felicità e la libertà umana. Pertanto la visione tradizionalista di Lillian Rearden, moglie di Hank, viene rigettata in favore di un amore tra Dagny e Hank che coinvolge sia la mente che il corpo come due cose inseparabili.

## Critiche
La rivolta di Atlante ha ricevuto nel corso della storia opinioni piuttosto discordanti da parte dei vari ambienti intellettuali e politici.
Alla sua uscita l'opera entrò ben presto nella lista dei Best seller pubblicata dal The New York Times, raggiungendo in breve tempo la 13ª posizione e rimanendo nella classifica per 22 settimane consecutive, arrivando anche alla 3ª posizione l'8 dicembre 1957. Michael Shermer, critico letterario del The Times, arrivò a definirlo "il libro più influente sulle vite dei lettori dopo la Bibbia". Il suo grande successo in America non fu particolarmente eguagliato in Europa e nel resto del mondo.
I temi forti dell'opera suscitarono sin da principio forti critiche negative. Whittaker Chambers, ex esponente del Partito Comunista degli Stati Uniti d'America, lo definì molto stupido, asserendo che "può essere definito un romanzo solo svalutando di molto il termine". Molti altri criticarono il fatto di essere una sorta di "elogio all'avidità", mentre lo scrittore e saggista Gore Vidal lo trovò "quasi perfetto nella sua immoralità".
Opinioni negative arrivarono anche da ambienti liberali e conservatori, non tanto per gli ideali politici ed economici espressi nel romanzo, quanto piuttosto per il forte secolarismo presente nello stesso. Il politico e predicatore Charles Colson, benché si dichiarasse favorevole ai diritti di proprietà, allo Stato minimo e al libero mercato promosso ne La rivolta di Atlante, si oppose a una glorificazione dell'uomo al posto di Dio e a una visione epistemologica che concepiva la conoscenza come non derivante da una divinità.
In ambienti economici forti ammirazioni per l'opera vennero espresse da Alan Greenspan, grande amico di Ayn Rand, che difese l'opera da coloro che la giudicavano ricolma di odio. Paul Krugman, Premio Nobel per l'economia nel 2008, in un parallelismo tra l'opera di Ayn Rand ed Il Signore degli Anelli, disse che, mentre un libro genererebbe una ossessione infantile verso eroi immaginari rendendo incapaci di affrontare la vita reale, l'altro parla di orchi.
Ogni anno, 400 000 copie del romanzo sono offerte gratuitamente all'Advanced Placement Program delle scuole secondarie statunitensi, pagati dall'Istituto Ayn Rand, il cui direttore, Yaron Brook, ha dichiarato che lo scopo è "mantenere viva la Rand".
L'economista Ludwig von Mises della Scuola Austriaca, in una lettera scritta pochi mesi dopo la pubblicazione del libro, disse che "La rivolta di Atlante non è solo un romanzo. È anche (e posso affermare prima di tutto) un'analisi convincente dei mali che affliggono la nostra società, un rifiuto motivato dell'ideologia dei nostri sedicenti "intellettuali" e un impietoso smascheramento delle falsità delle politiche adottate dai governi e dai partiti [...] Lei ha il coraggio di dire alle masse ciò che nessun politico ha mai detto loro: siete inferiori e tutti i miglioramenti delle vostre condizioni che prendete per scontato sono dovuti agli sforzi di uomini migliori di voi".

## Influenza culturale

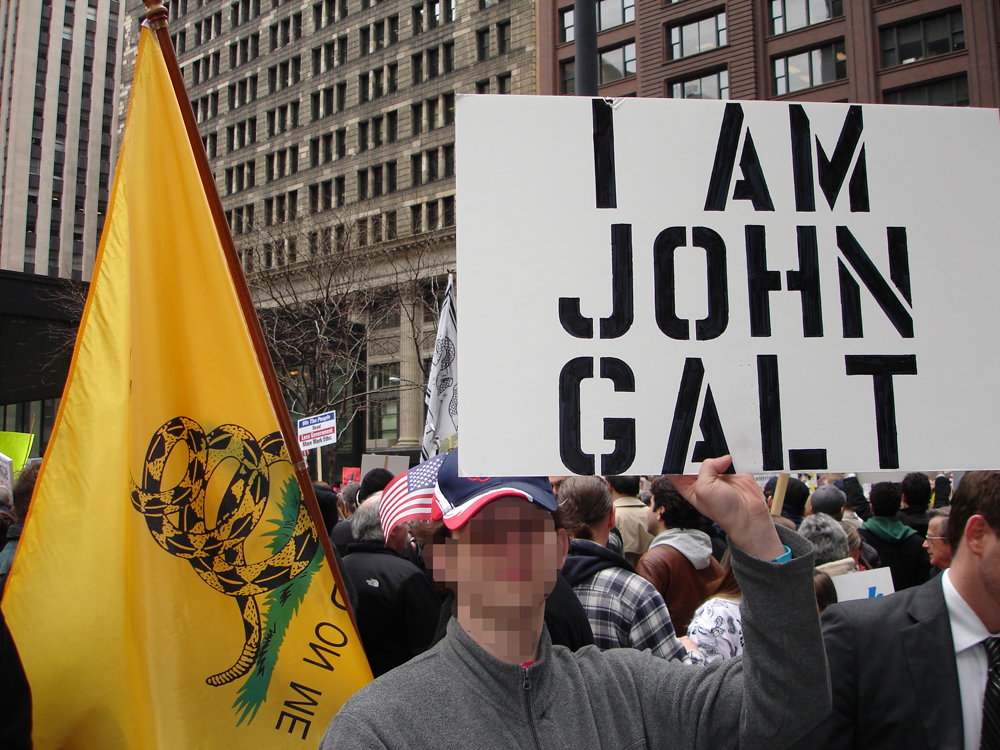
Manifestazione del Tea Party a Chicago

Il romanzo è considerato come uno dei simboli dell'ideologia capitalista, elogio al libero mercato e al sogno americano. Per tali ragioni La rivolta di Atlante è uno dei romanzi a cui si rifanno maggiormente i movimenti liberali, dal Conservatorismo liberale al Libertarianismo, venendo spesso citato nei Tea Party.
C'è inoltre una tendenza, in senso polemico o meno, a riferirsi alla figura di John Galt quando si assiste a fenomeni di fuga dei cervelli o di capitali. Questi vengono infatti visti come volontà individuale di preferire il successo personale all'amore per la patria e per la propria collettività.
La città di Rapture nel videogioco BioShock è liberamente ispirata al romanzo

## Edizioni italiane diAtlas Shrugged
- La rivolta di Atlante (2 voll.), traduzione di Laura Grimaldi, Collana Il Milione, Milano, Garzanti, 1958,  pp. 767+515.
  -  Il tema. La rivolta di Atlante, Collana Romance, Milano, Corbaccio, 2007, ISBN 978-88-7972-863-8. - Collana Narratori, Corbaccio, 2016.
  -  L'uomo che apparteneva alla terra. La rivolta di Atlante, Collana Romance, Milano, Corbaccio, 2007, ISBN 978-88-7972-878-2. - Collana Narratori, Corbaccio, 2016.
  -  L'Atlantide. La rivolta di Atlante, Collana Romance, Milano, Corbaccio, 2007, ISBN 978-88-7972-881-2. - Collana Narratori, Corbaccio, 2016.